# ビルバオ・グッゲンハイム美術館
ビルバオ・グッゲンハイム美術館（ビルバオ・グッゲンハイムびじゅつかん、スペイン語: Museo Guggenheim Bilbao, バスク語: Guggenheim Bilbao Museoa, 英語: Guggenheim Museum Bilbao）は、スペイン・ビルバオにある美術館。近現代美術が専門であり、1997年10月18日に開館した。アメリカのソロモン・R・グッゲンハイム財団が設立したグッゲンハイム美術館の分館のひとつであり、建築家のフランク・ゲーリーが設計を担当した。
ビルバオ市中心部のアバンド地区にあり、ビルバオ市内を流れるネルビオン川に隣接している。国内外の作家による常設展示や特別展示が行われている。ビルバオ・グッゲンハイム美術館の建物は現代建築でもっとも称賛される作品のひとつであり、「この建物についての評価で批評家・学者・公衆が完全に一体となる稀な瞬間」があるとして、「建築文化における注目に値する瞬間」（signal moment in the architectural culture）として称えられている。2010年に世界建築調査機関が建築家に対して行った調査では、1980年以降の30年間でもっとも重要な建築物のひとつとして頻繁に名前を挙げられる。

## 歴史
1991年、バスク州政府はソロモン・R・グッゲンハイム財団に対して、ビルバオの老朽化した港湾地区にグッゲンハイム美術館を建設することを提案した。バスク州政府は1億USドルの建設費用を負担すること、5,000万USドルを作品の新規購入費用に充てること、グッゲンハイム財団に対して展示会1回あたり2,000万USドルを支払うこと、美術館の年間予算1,200万USドルを補助することなどを承諾した。これらの代わりにグッゲンハイム財団は美術館を管理し、財団が所蔵する作品の一部を回して特別展を開催することを承諾した。グッゲンハイム財団は世界分館構想を持ち、ニューヨークのグッゲンハイム美術館、ヴェネツィアのペギー・グッゲンハイム・コレクションのほか、グッゲンハイム・ラスベガス、ドイツ・グッゲンハイム・ベルリンなど、世界各地に美術館を持つ拡大路線を志向している。
クライアントのグッゲンハイム財団は、誰も見たことがないようなユニークなデザインとソロモン・R・グッゲンハイム美術館（ニューヨーク）の吹き抜け空間のような劇的な効果を美術館に求めた。建築家を選出するコンペはドイツのフランクフルト・アム・マインで少人数によって行われ、スペインで人気があった日本人建築家の磯崎新、オーストリアの設計会社コープ・ヒンメルブラウ、数年前にプリツカー賞を受賞していたアメリカ人建築家のフランク・ゲーリーなどが参加した。最終的にコンペを勝ち抜いたのはゲーリーだったが、ゲーリーが美術館を設計するのは初めてだった。ゲーリーは1993年初頭にデザインを提出し、10月22日に起工式が行われた。
建物はフェロビアル社によって建設され、1997年秋に落成式が行われた。建設費用は8,900万USドルだった。建物は日程面でも予算面でも予定通りに建設され、この種の建築物の中では稀な部類である。KLMオランダ航空は建築費として100万USドルを寄付した。1997年10月17日、正式開館日の前夜に屋外で行われたプレオープンイベントには5,000人のビルバオ市民が出席し、ライトショーやコンサートなどを楽しんだ。10月18日、フアン・カルロス1世によって開館が宣言された。グッゲンハイム美術館の設計などが評価され、ゲーリーは1998年に第1回フレデリック・キースラー建築芸術賞を受賞した。

## 建物

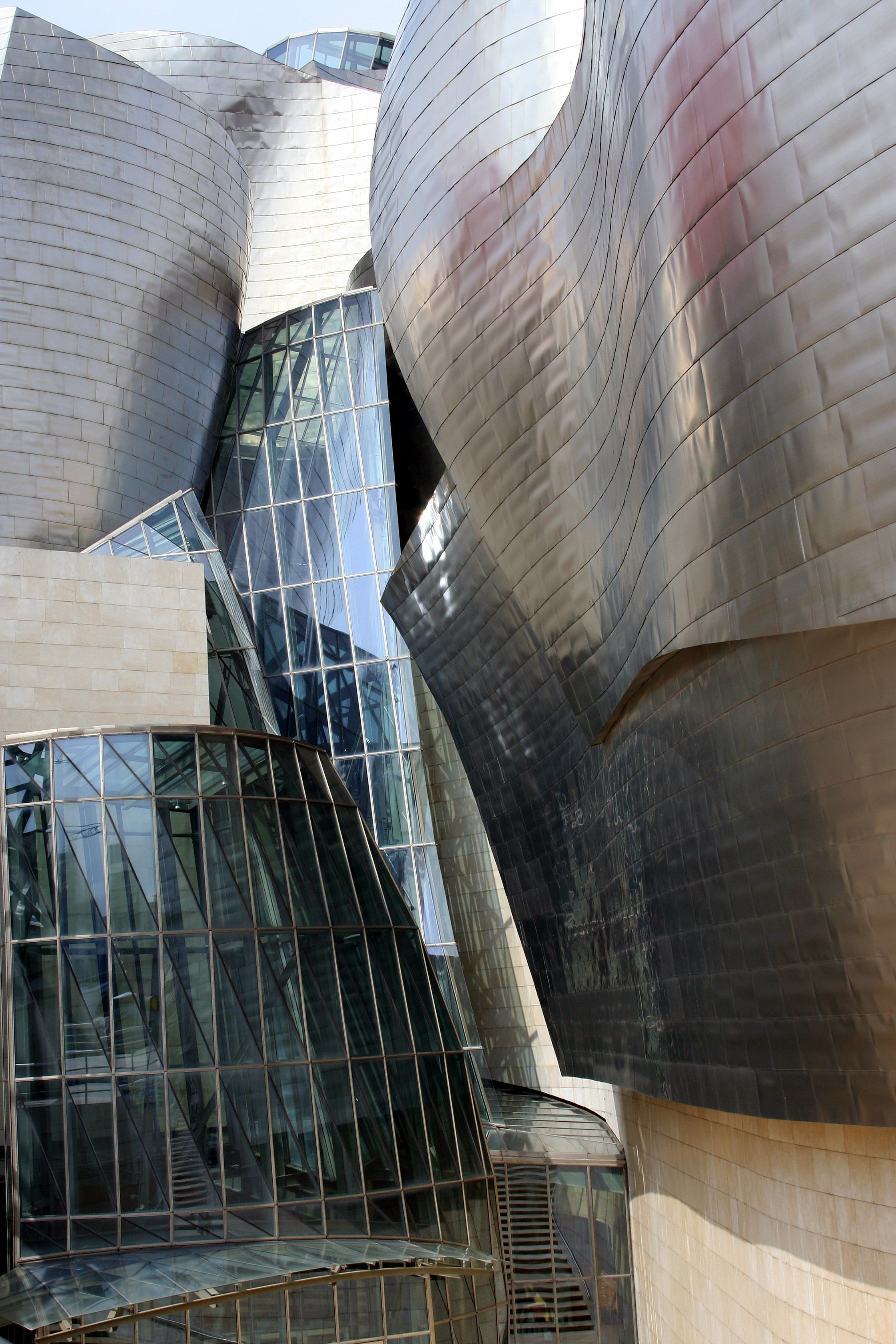
ガラス、チタニウム、石灰岩で覆われた建物

### 建物の構造
ソロモン・R・グッゲンハイム財団はアメリカ人建築家のフランク・ゲーリーを建物の設計に、トーマス・クレンスを美術館のディレクターに選出し、大胆かつ革新的な美術館であることを求めた。建物外壁の曲面は無規則性が意図され、ゲーリーは「曲面の無規則性が光を集めるように設計した」と述べた。戦闘機の設計などに使用されるCADシステムを用いて構造計算されるなど、時代の最先端の技術を利用して設計されている。内部は大規模で明るいアトリウムを中心に設計され、アトリウムからはビルバオ河口とビルバオ周辺の山地が見渡せる。美術館の中央部をまとめている形状から、ゲーリーはこのアトリウムをフラワー（The Flower）と名付けた。

### 建物の評価
1997年に美術館が開館すると、ゲーリー本人が建築上の運動と自分自身を関連付けているわけではないが、すぐに脱構築主義建築（デコンストラクティビズム）でもっとも壮観な建築物のひとつ、20世紀の傑作として称賛を集めた。建築家のフィリップ・ジョンソンは「我々の時代で最高の建築物」と表現し、 評論家のカルヴァン・トムキンスは「ザ・ニューヨーカー」で、魚の鱗を連想させてきらきらと反射するパネルについて、「チタニウムの外套をまとい、うねるような形状の、幻想的な夢の船」と表現した。建築批評家のハーバート・ムシャンプは「ニューヨーク・タイムズ・マガジン」で「機転を利かせる才気」（mercurial brilliance）と称賛した。インデペンデント紙は美術館を「驚くべき建築の偉業」と呼んだ。この美術館に触発された似たようなデザインの建築物には、アメリカ・カリフォルニア州にあるセリトス・ミレニアム図書館などがある。
美術館はネルビオン川に沿った旧工業地区の32,500m2の面積に建てられ、石、ガラス、チタニウムによって構成された美術館の建物は市街地の文脈に違和感なく溶け込んでいる。通りから見ると地味だが、川沿いから見ると印象的である。11,000 m2が展示空間であり、ニューヨークやヴェネツィアのグッゲンハイム美術館よりも大きな展示空間を持つ。19の展示室のうち10の展示室は壁が直行した古典的な長方形の形状であり、石材の磨き方によって他と区別することができる。残りの9の展示室は不規則な形状であり、その有機的な渦巻形状やチタニウムの板材の貼り方で他と区別することができる。最大の展示室は幅30m×長さ130mである。2005年にはリチャード・セラの記念碑的なインスタレーション展示「The Matter of Time」が開催され、美術批評家のロバート・ヒューズは「勇敢で崇高」と評した。

## 展示
グッゲンハイム財団の現代美術コレクションの中から選ばれた作品に加え、長さ102メートルにも及ぶリチャード・セラの『Snake』（蛇）など、サイト・スペシフィックな（場所特定的な）大規模な作品や現代芸術家のインスタレーションや、バスク人芸術家の作品などを特徴としている。1997年の開館時には、キュビズムから新しいメディアアートまでの20世紀の300作品を概観する企画展示を行った。多くの作品はグッゲンハイムの所蔵作品だが、ウィレム・デ・クーニング、マーク・ロスコ、クリフォード・スティルなどの絵画を新規購入し、フランチェスコ・クレメンテ、アンゼルム・キーファー、ジェニー・ホルツァー、リチャード・セラなどには新作の製作を依頼した。

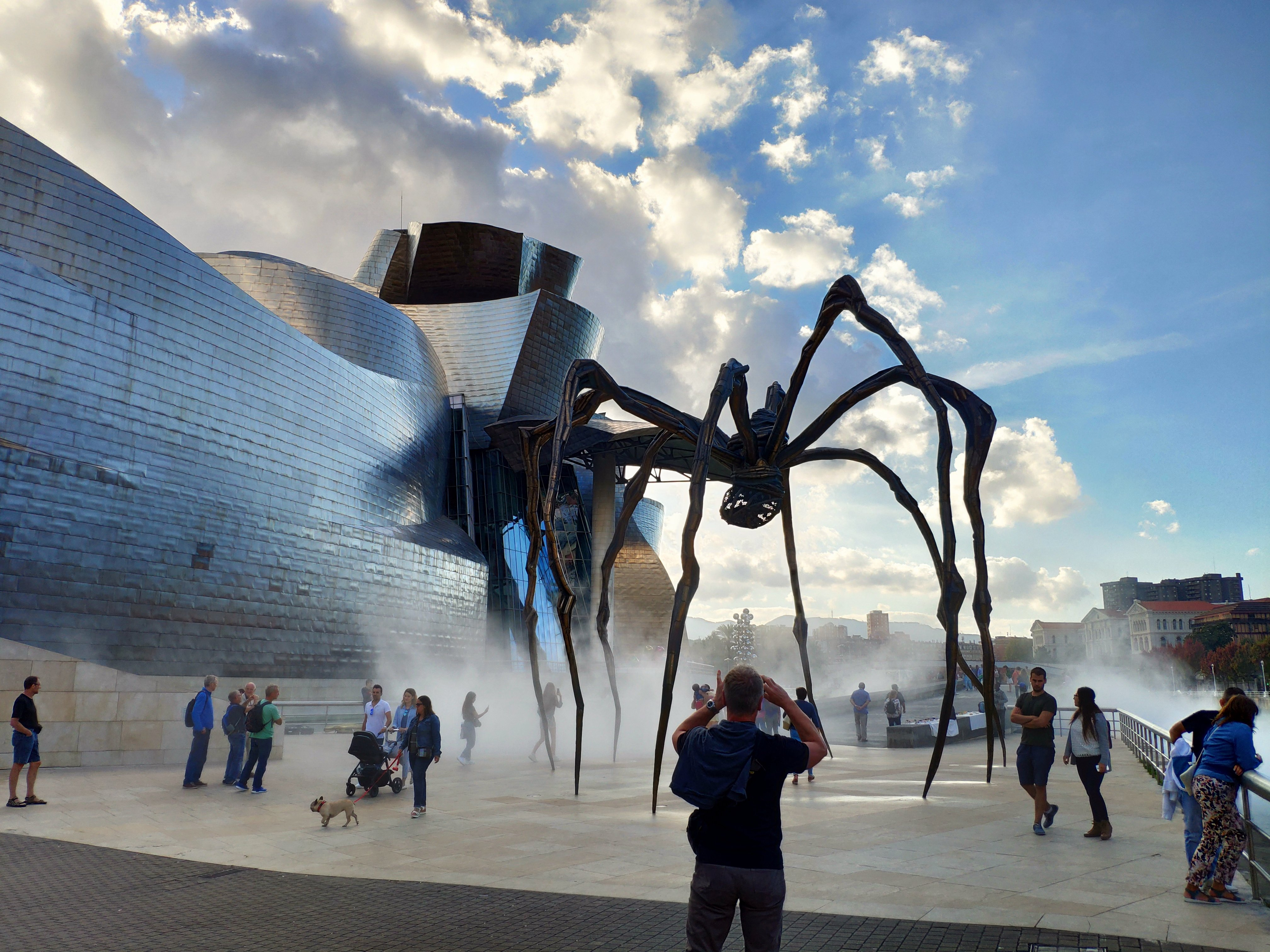
ルイーズ・ブルジョワ - 『「ママン」』、中谷芙二子 - 『霧の彫刻』

常設展示作品は何度か変更されており、特別展以外の期間中は中国芸術やロシア芸術などのテーマ展示を開催している。伝統的な絵画や彫刻はインスタレーションや電子媒体による展示に比べて少数派である。収蔵作品や常設展示の主役はリチャード・セラの『The Matter of Time』や耐候性鋼による彫刻作品群などであり、長さ130メートルのアルセロール・ギャラリー内に展示されている。常設展示作品の約3割がバスク人芸術家の作品だが、その多くは活動拠点を北アメリカに置いている芸術家である。収蔵作品は前衛芸術、20世紀の抽象芸術、非具象芸術的な面が強調されている。2011年には、美術館の理事であるギリシャの実業家ディミトリス・ダスカロプーロスが所有する作品で『The Luminous Interval』という特別展示を開催したが、美術館の大規模支援者に対して作品選択などキュレーション上の権力を与えすぎているとして批判を呼んだ。2012年に行われたデイヴィッド・ホックニーの特別展は29万人の来館者を集めた。

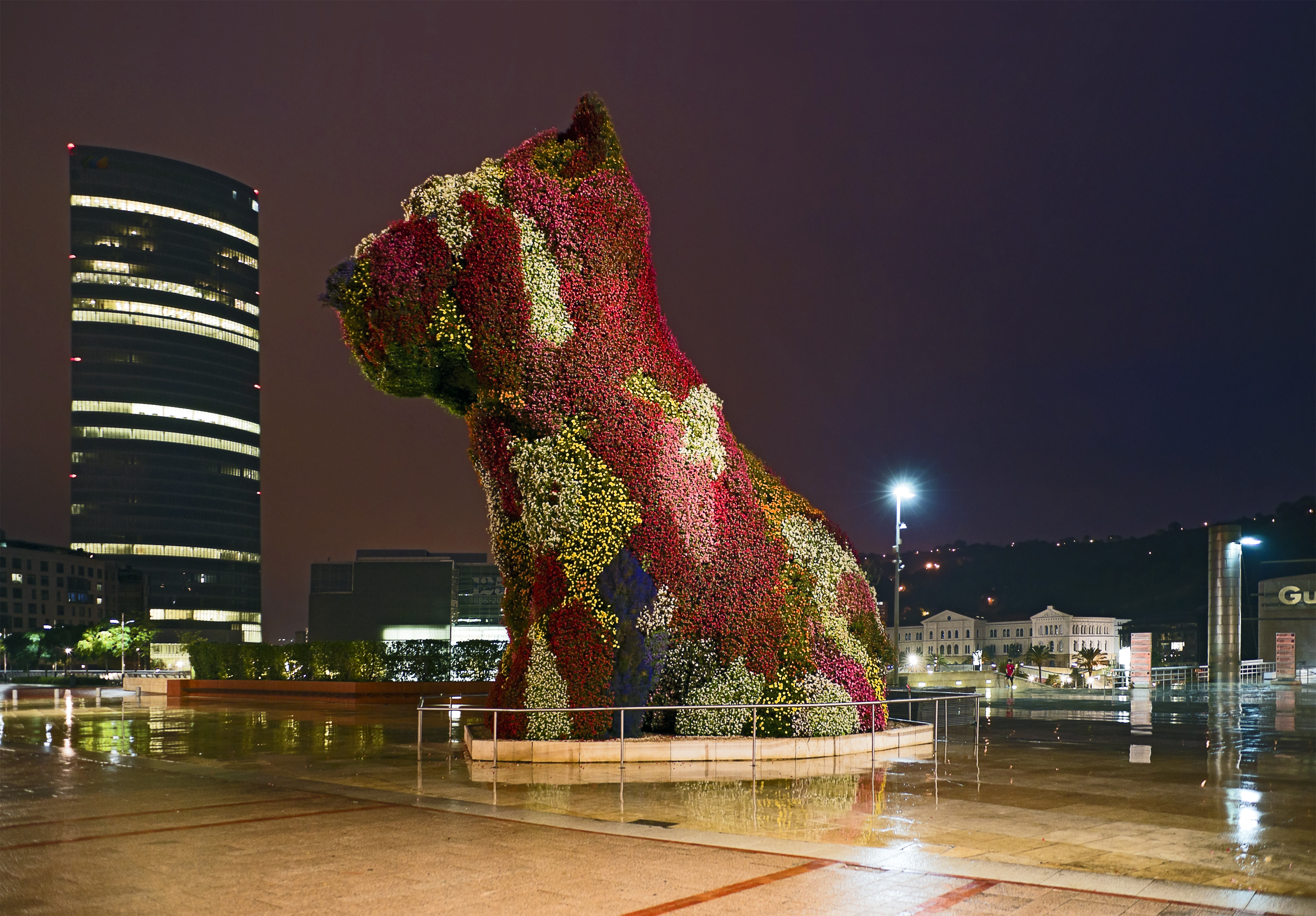
ジェフ・クーンズ - 『パピー』

## 経済とメディアへの影響

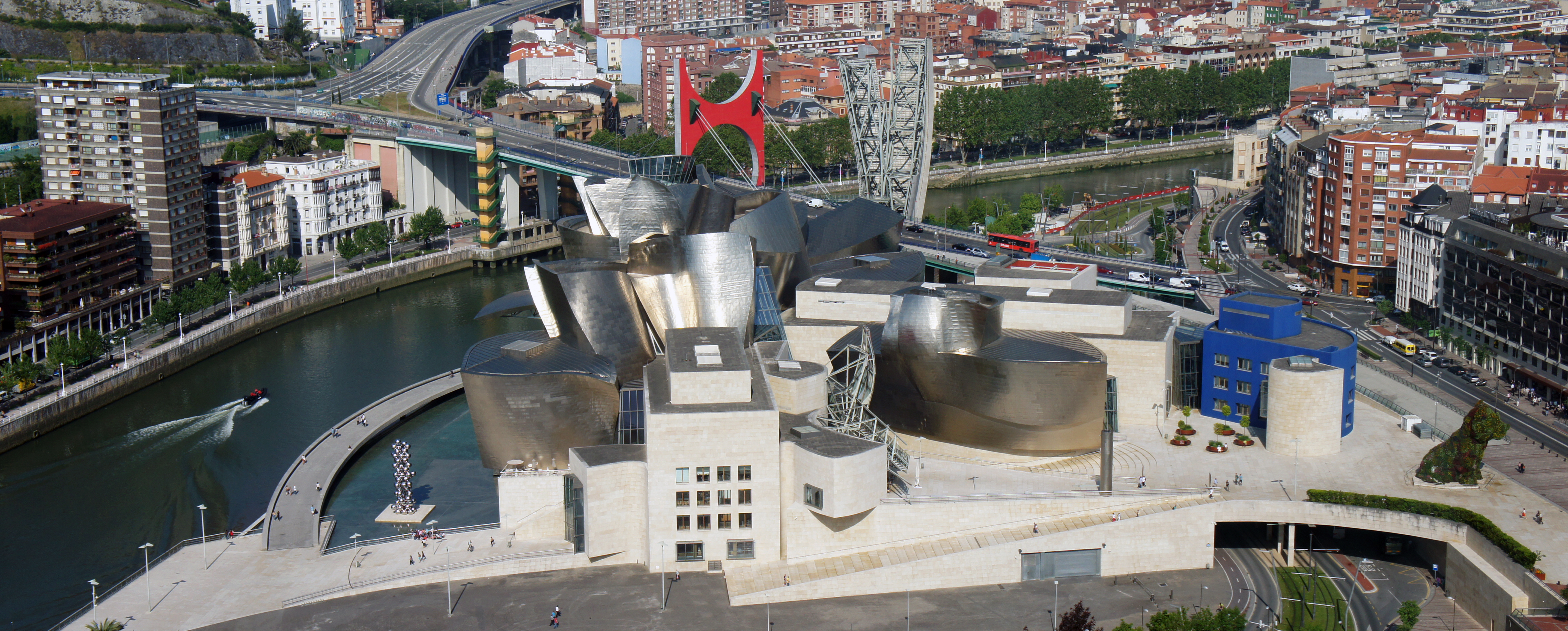
空から見た美術館

ビルバオはスペイン屈指の工業都市だったが、1990年代以降に産業が衰退した。美術館はビルバオの経済活性化の一環として開館した。その開館後すぐに人気観光地となり、世界中から観光客を集めた。多数の来館者を集める美術館の開館によってアバンドイバラ地区全体の整備が進み、リカルド・ビルチスが設計したメリア・ビルバオ（ホテル）や、ロベルト・ステルンが設計したスビアルテ・ショッピングモールなどが建設された。周辺のレストランは食事内容や営業時間で観光客の便宜を図るようになり、それまでは休業することが多かった土曜日午後や日曜日に営業するようになったショップが増えた。美術館の開館は観光客の増加という直接の経済効果だけでなく、バスク地方全体の象徴となり都市のイメージアップにもつながったため、「グッゲンハイム効果」または「ビルバオ効果」という言葉が生まれた。最初の3年間に400万人を集め、約5億ユーロの経済効果を得たとされる。バスク州政府は、観光客がホテル、レストラン、ショップ、交通機関に落とす金額は1億ユーロに上り、支払った建設費用を上回っていると見積もっている。しかしこの一方で、「-効果」という用語はジェントリフィケーションや文化的帝国主義の象徴として美術館を非難するためにも使用されている。

### 作品中の登場
1999年の映画『007 ワールド・イズ・ノット・イナフ』ではビルバオの市街地が舞台となり、冒頭で美術館が登場している。2007年のタミル映画『ボス その男シヴァージ』では美術館でStyleという歌が歌われる。ハイプ・ウィリアムズが撮影したマライア・キャリーの『スウィート・ハート』のミュージックビデオでは、ジャーメイン・デュプリとキャリーが美術館の様々な場所で歌っている。コンピュータ・ゲームのシムシティ4ではこの美術館が建設可能な設定となっている。

## 批判
バスク人彫刻家のホルヘ・オテイサはゲーリーの建物がバスク芸術の伝統を侮辱するものだと考え、建設開始前から美術館の建設に反対した。オテイサは自身の作品が美術館に展示されることを拒否し、自身の全作品群をナバーラ州政府に寄贈した上に、グッゲンハイム財団と契約を結んだバスク民族主義党（バスク州議会与党）党首のシャビエル・アルサリュスに対して告訴状を作成した。オテイサに同調するバスク人芸術家は多く、現代美術家のアグスティン・イバロラは事前に「地元の芸術家たちに相談がなされなかった」と批判し、著作家のフリオ・オチョアは「バスク文化における広島・グッゲンハイム危機である」「フランコでさえもそんなひどい事はしなかった」と述べた。一方で、オテイサと並ぶ彫刻家のエドゥアルド・チリーダはバスク民族主義党と親密な関係にあり、「美術館がバスク文化界に好影響をもたらす」と評価した。建設工事が進むにつれて反対派の意気は静まっていった。
主張の激しい壁や天井の形状・形態とは対照的に、床はほぼ平面であり一般的な素材が用いられている。「展覧会のプログラムは凡庸であり、この建築は単なる見世物である」とする意見も存在する。

## 管理運営

### 2007年の横領事件
2007年にバスク会計監査裁判所が発表した報告書によれば、2002年から2005年までの間に、美術館は2700万USドル以上を作品の新規購入に充て、アルセロール・ギャラリー内に展示されているリチャード・セラの『The Matter of Time』などを購入した。2008年の別の会計監査では、作品購入用の資金が銀行口座から失われていたことが明らかにされた。グッゲンハイム財団は「財政面・会計面の不規則性の問題があり、1998年からディレクターのロベルト・セアルソロ・バレネチェアが、美術館の建設・作品の購入用に設立された2つの会社から彼自身の口座に資金を流用していた」と主張し、バレネチェアに対する訴訟を提起した。